# Раванелиус
Раванелиус - фестивал музичке изузетности је музички фестивал, који се од 2019. године одржава у Ћуприји, у организацији Установе културе „Ћуприја” и Школе за музичке таленте, а под покровитељством Општине Ћуприја.

## Циљ и програм фестивала
Основан је са циљем да се локалној публици понуди квалитетан музички садржај, да се промовише рад Школе за музичке таленте и афирмишу њени ученици, као и да се успостави стабилна основа за културно-уметничку едукацију младе публике.
Фестивал уводи у Ћуприју нови културни садржај у виду тродневног фестивала класичне музике. Премијерно издање фестивала, 2019. године, било је посвећено класичној музици са фокусом на гудачке инструменте, узимајући у обзир 45. годишњицу постојања Школе за музичке таленте у Ћуприји, чији се програм заснива управо на учењу гудачких инструмената.
У оквиру програма Раванелиус фестивала наступају реномирани уметници класичне музике као и Велики оркестар Школе за музичке таленте у Ћуприји. Поред вечерњих концерата класичне музике, фестивал је најмлађој публици (деци школског и предшколског узраста) наменио радионице у току којих се могу кроз рад са врхунским стручњацима упознати са процесом стварања музике али и са правилима понашања на концерту класичне музике.

## Визија организатора фестивала
Визија организатора фестивала је развити међународни фестивал музике који ће постати значајна културна манифестација у региону, активно доприносећи популаризацији уметничке музике и афирмацији талентованих младих музичара, као и доприносити континуираном развијању и неговању културних потреба и навика своје публике. Са планом да се иницијални програм обогати и другим квалитетним музичким жанровима, део визије је и значајан допринос туристичком сектору општине и региона.

## Прво издање фестивала 2019. године
Премијерно издање фестивала Раванелиус, фестивала музичке изузетности трајало је од 4. до 6. јула 2019. године. Обележено је сјајним извођачима и великим интересовањем публике. У концертима у сали и на отвореном уживало је више од хиљаду љубитеља музике како са подручја општине Ћуприја, тако и из региона. Тиме је овај простор показао да заслужује овакав озбиљан музички фестивал, док су извођачи, од којих су неки, можда и најважнији део свог образовања стекли управо у Школи за музичке таленте у Ћуприји, пронашли начин да дају свој допринос развијању фестивала, а сами су свакако већ веома значајни у процесу развоја културног живота Србије. 
Свечано отварање фестивала заказано је вечерњи термин 4. јула 2019. године када су на сцени концертне сале ОМШ "Душан Сковран" наступили виолончелиста Драган Ђорђевић и Велики оркестар Школе за музичке таленте.
Наредног дана одржана је радионица “Дечији композиторски атеље” коју је водила композиторка Ирена Поповић Драговић. Истог дана, у вечерњем термину уследио је концерт камерне музике са извођачима Романом Симовићем и Робертом Лакатошем на виолини, Лазаром Милетићем и Миленом Симовић на виоли, виолончелистима Драганом Ђорђевићем и Марком Милетићем, као и пијанистом Владимиром Милошевићем.
Премијерно издање фестивала затворио је одличан концерт оркестра “Camerata academica” из Новог Сада и солисте на виолини Романа Симовића, на отвореној сцени Школе за музичке таленте.

## Удахни музику!
Наредно издање фестивала Раванелиус морало је да сачека нека боља времена. Након пандемије корона вируса и отказивања фестивала 2020. године, организатори су се својски потрудили да програм другог по реду Раванелиуса буде што квалитетнији и садржајнији. У том циљу је и осмишљен слоган Удахни музику! 
Управо под том паролом, у периоду од 16. до 18. јула 2021. године у Ћуприји је одржан тродневни музички спектакл. 
Други Раванелиус обележили су концерти бугарског симфонијског оркестра „Симфонијета Софија“ и Џез формације „Софија“ под диригентском палицом Свилена Симеонова на отварању фестивала, врло запажени концерт Дувачког квинтета Београдске филхармоније, наступи најбољих ученика Школе за музичке таленте из Ћуприје и спектакуларан концерт маестра Стефана Миленковића у пратњи ансамбла “Camerata academica” на затварању фестивала.
Пратећи програм фестивала, чинили су опера за децу "Снежана" у извођењу Удружења уметника „Високо Це“, радионица израде гудачких инструмената под називом "Шта свако дрво сања да буде кад порасте" професора Панте Величковића и панел дискусија под називом „Класична музика у фокусу – трендови и изазови“ уз учешће Јасне Димитријевић, тадашње управнице Задужбине Илије М. Коларца и чембалисткиње Смиљке Исаковић.

## Заплови музиком!
Са новим концептом и значајним променама у организационом и програмском смислу, трећи по реду Раванелиус трајао је од 3. до 10. јула 2022. године. Под паролом Заплови музиком, Ћуприја је била домаћин осмодневног фестивала који је направио озбиљан искорак у квалитету понуђеног садржаја. 
По први пут у оквиру фестивала организован је вишедневни мастерклас за заинтересоване ученике и студенте гудаче, који су држали еминентни професори гудачких инструмената из земље и региона. Током осам фестивалских дана, остварено је чак шест концерата, три програма намењена најмлађима и једно стручно предавање намењено професионалцима у области музичке уметности. Програми су реализовани на различитим локацијама у граду, што је оставило изузетан утисак на посетиоце.
Фестивал  је свечано отворен Концертом радости у извођењу виолончелисте Драгана Ђорђевића, гудачког ансамбла „Вива чело“ и дувачког оркестра, под диригентском палицом Александра Седлара.Уследили су фантастични концерти гудачког квартета "Рубикон", ансамбла "Belgrade Soul Sextet" и концерти камерне музике у којима су наступали виолинисти Роберт Лакатош, Надежда Токарева, Давид Хорват и Катарина Павловић, виолисти Љубомир Милановић и Лазар Милетић, виолончелисти Атанас Крастев и Вида Вујић, контрабасиста Зоран Марковић и пијаниста Михаил Хориа. У оквиру овог издања фестивала по први пут је организован концерт у част неког од знаменитих ћупријских музичких уметника.
Финале трећег Раванелиуса организовано је 10. јула 2022. године на отвореној сцени Школе за музичке таленте у Ћуприји. Завршно вече фестивала названо је Ариосо, по најлепшим аријама које ће извести фантастични сопран Соња Шарић у пратњи Великог оркестра Школе за музичке таленте и под диригентском палицом маестралног Србољуба Динића. Програм који је одабран за ову свечану прилику састојао се из ванвременских композиција Волфганга Амадеуса Моцарта, Винченца Белинија, Франческа Чилее, Ђузепеа Вердија, Константина Бабића, Антоњина Дворжака и Јохана Штрауса Млађег.
Током трајања фестивала публика је имала прилике да присуствује предавању под називом "Присуство и примена музике у медијима" уреднице музичког програма РТС-а Силване Грујић, дечијој опери "Цврчак и мрав" у извођењу Удружења уметника "Високо Це", едукативној радионици "Како се слуша концерт" водитеља Милоша Миловановића и вишедневној музичкој радионици намењеној деци под називом "Моје песме, моји снови" коју је водила композиторка Ирена Поповић Драговић.